# Jens Madsen (napastnik)
Jens Christian Mosegaard Madsen (ur. 20 kwietnia 1970 w Herning) – duński piłkarz występujący na pozycji napastnika.

## Kariera klubowa
Madsen karierę rozpoczynał w 1987 roku w Holstebro BK. W 1988 roku przeszedł do zespołu Ikast FS. W sezonie 1989 dotarł z nim do finału Pucharu Danii. W 1992 roku odszedł do Odense BK. W sezonie 1992/1993 wywalczył z nim wicemistrzostwo Danii oraz Puchar Danii. W 1995 roku przeniósł się do Vejle BK, z którym w sezonie 1996/1997 osiągnął finał Pucharu Danii. W 2000 roku odszedł do Aarhus GF, a w 2001 roku zakończył tam karierę.

## Kariera reprezentacyjna
Madsen występował w reprezentacji Danii na szczeblach U-17, U-19 oraz U-21. W 1992 roku jako zawodnik kadry U-21 wziął udział w Letnich Igrzyskach Olimpijskich, zakończonych przez Danię na fazie grupowej.